# Juan Felipe Ibarra (departamento)
Juan Felipe Ibarra é um departamento da Argentina, localizado na 
província de Santiago del Estero.